# Новикова, Екатерина Николаевна
Екатерина Николаевна Новикова (р. 7 декабря 1996, Череповец, Вологодская область) — российская волейболистка. Связующая. Мастер спорта России.

## Биография
Волейболом Екатерина Новикова начала заниматься в 8-летнем возрасте в родном городе Череповце у тренера Т. Б. Мясниковой. С 2012 на протяжении пяти сезонов выступала за местную «Северсталь»/«Северянку» (основной и дублирующий составы) в чемпионатах России, в том числе в суперлиге (сезон 2012—2013).
В 2013—2015 волейболистка играла за юниорскую и молодёжную сборные России, в составе которых принимала участие в чемпионате Европы среди девушек (2013) и чемпионатах Европы (2014) и мира (2015) среди молодёжных команд.
С 2017 года Екатерина Новикова — игрок команды «Липецк-Индезит». В 2018 году вернулась в «Северянку», а в 2020—2021 выступала за «ЮЗГУ-Атом» (Курск).

### Клубная карьера
- 2012—2017 —  «Северянка» (Череповец);
- 2017—2018 —  «Липецк-Индезит» (Липецк);
- 2018—2020 —  «Северянка» (Череповец);
- 2020—2021 —  «ЮЗГУ-Атом» (Курск);
- с 2021 —  «Омь»/«Омичка» (Омск).

## Достижения
- двукратный победитель чемпионатов России среди команд высшей лиги «А» — 2015, 2017.